# Balearica machina
Balearica machina era una petraria, máquina antigua para disparar grandes piedras, de origen balear, arte tormentaria (arte tormentaria, vel machinaria) y en la obra "Gestis Tancredi" puede leerse lo siguiente: reverberant balearica, tormenta similibus jacula eminùs, cominus vomeres marmora demittunt.

## Mangano
Según Lorenzo Pignotti, historiador y profesor de filosofía en Pisa, poeta y fabulista, el "mangano" es llamado en latín balearica machina, con lo cual muestra que había una clase de honda, por la cual el pueblo balear fue muy celebrado; versos de Gunterio, libro III:
- Extruitur mirae balearica machina motis
- Quae valido longum transverberat aera jactu

## Jacopo Spigielo
Jacopo Spigielo dejó escrito: Balearica machina, idest funda, quae primum, inventa est apud Baleares insulas, no describiendo una honda vulgar, más bien un "mangano", honda de gran talla según Justo Lipsio, Libr. III, Dial. 3. de su obra de poliorcética.

## Guntero
Guntero habla de una máquina gigante petraria, y la distingue de la honda ordinaria:
- Lapides agitata minores
- Funda rotat: Magnos Balearica Machina muros
- Incurit & duro munimina verberat ictu

## Juan Dameto
Según Juan Dameto, en su historia de Mallorca, dice que Diodoro Sículo, hablando en particular de los baleares, afirma que arrojaban con sus hondas muy grandes piedras, con tanto ímpetu que parecían despedidas con algún trabuco y que con ellas hacían rajas a los escudos fuertes y acerados, y no solo fueron inventores de estas hondas comunes, sino de otras máquinas e instrumentos bélicos, llamados "fundíbalo", "manganos"" y después "fonebols", "manganells" .

## José Almirante y Toroella
Según el que fuera general de división José Almirante, la honda de los antiguos baleares sugirió el "fundibalo", esto es, el aumento del brazo de palanca, así como la flecha disparada por el arquero no hizo más que aumentar sus dimensiones en la balista y según el conde de Clonard, el "fundíbalo" constaba de un madero horizontal cuyo centro se apostaba en un eje sostenido por un pie derecho y clavado profundamente en el suelo, y cuando querían servirse de él colocaban en una de las extremidades del palo horizontal una honda en la que ajustaban una gran piedra cuyo peso, destruyendo la posición horizontal del mástil le obligaba a inclinarse hacia el suelo.